# Андреянов, Борис Павлович
Борис Павлович Андреянов (1897 — после 1944) — советский инженер и учёный, профессор, один из первых кавалеров ордена Ленина.
Родился в Москве в семье педагога.
В 1914 году окончил реальное училище и поступил в Московский институт инженеров путей сообщения. В 1916 г. был мобилизован в армию, участвовал в Февральской революции в Петрограде, будучи рядовым 6 запасного саперного батальона. Был направлен в действующую армию на Юго-Западный фронт. В декабре 1917 г. записался в красногвардейский отряд в Проскурове.
В январе приехал в Киев и принял участие в восстании против Центральной рады, после подавления восстания бежал из города и вступил в партизанский отряд матроса Грибенко, в котором сражался против белогвардейцев и немцев. В феврале 1919 г. после освобождения Киева Красной Армией был назначен командиром роты киевского батальона ГубЧК. Воевал на Куреневке и в Триполье с Зеленым. Командовал 19 стрелковым полком, а в конце 1921 и в 1922 4-й отдельной бригадой. Награждён именным оружием.
В 1922 году откомандирован для завершения образования в Московский институт инженеров транспорта, который и окончил в 1925 г. (факультет сухопутных сообщений). Был оставлен в аспирантуре при кафедре железных дорог. Одновременно работал консультантом в Бюро изобретений при НКПС и в транспортной секции Центрального совета Осоавиахима, в Институте нового железнодорожного строительства. В 1929 году присвоено звание профессора.
С 1928 г. занимался изобретательской деятельностью. Автор изобретений, запатентованных в 6 странах. Награждён орденами Ленина (1931) и Трудового Красного Знамени (1933).
В 1934 г. передал премию за изобретение в размере 40.000 рублей Украинскому землячеству красногвардейцев и партизан на постройку самолета.
В 1935—1937 годах работал в Институте реконструкции пути НКПС.
Назван в Списке от 12 сентября 1938 года лиц, подлежащих суду военной коллегии Верховного суда Союза ССР («расстрельный список»).
В архиве Горьковской области имеется удостоверение «Дано профессору тов. Андреянову в том, что он назначается временно консультантом при Дорожно-технической школе ст. Горький по приказу Горьковской жел. дор. No ИГЛ / 98 от 5 сентября 1944 г.»
Дальнейшая судьба не выяснена.
Сочинения:
- Проблемный тип скреплений и стандартный тип противоугона на железных дорогах СССР / Б. П. Андреянов. — Москва : Трансжелдориздат, 1933. — 128, [1] с. — (Труды Московского института инженеров транспорта имени И. В. Сталина; вып. 36)
- Работа рельсового пути и способы его усиления в зависимости от работы балласта. В книге: Путевые расчеты и конструкции. (Труды МИИТ). 216 с. 1932 г.
- Изобретения и усовершенствования на транспорте СССР. Снегоуборщики и снегоочистители Б. П. Андреянов. — М., 1926. — 32 с.
- Снегоочиститель «Носорог» И. В. Федотчева / Б. П. Андреянов. — М.: Изул. НКПС, 1927. — 53 с.
- Путь (сборник статей) / Инж. Б. П. Андреянов. — Москва : [б. и.], 1926 (Транспечать). — 188 с. : ил.; 26 см. — (Изобретения и усовершенствования на желелезной дороге СССР/ Под общ. ред. нач. Бюро ИЗУЛ — НКПС проф. Л. В. Дрейера. Бюро изобретений и улучшений техники транспорта «ИЗУЛ — НКПС» Вып. 1).
- Связь и электротехника / Инж. Б. П. Андреянов ; Бюро изобретений и улучшений техники транспорта. — Москва : Транспечать НКПС, 1929. — 279 с. вкл. ил.; 27 см. — (Изобретения и усовершенствования на транспорте СССР; Вып. 4).